# La maleva
La maleva  es una película argentina en blanco y negro de Argentina que se estrenó en 1923  dirigida por José Agustín Ferreyra sobre su propio guion, protagonizada por Yolanda de Maintenon, Jorge Lafuente y Elena Guido.

## Reparto
- Yolanda de Maintenon
- Jorge Lafuente
- Elena Guido
- César Robles
- Gloria Grat
- José Pla
- Álvaro Escobar

## Comentario
Dice Jorge Miguel Couselo que el personaje de La maleva vuelve “al suburbio y al despeñadero del vicio malamente buscado en la irracional evasión de la miseria, a la vez que disipan nubarrones por el arrepentimiento o el sacrificio. La maleva termina por donde otras películas (de Ferreyra) empiezan: barrio, madre, hogar, trabajo en el retorno, en el renunciamiento de la prostitución.”